# Femmes en lutte 93
Femmes en lutte 93, parfois abrégé FEL93 ou Femmes en lutte, est une ancienne association féministe, LGBTQI+ et antiraciste française, créée en 2010 et dissoute en 2022.

## Histoire
D'abord association de fait, Femmes en lutte 93 réunit à l'origine quatre femmes de Seine-Saint-Denis, et plus particulièrement Saint-Denis, Aubervilliers et Saint-Ouen, parmi lesquelles Hanane Ameqrane. Leur première action consiste, à l'automne 2010, à rechercher un lieu permettant la projection du documentaire Remue-ménage dans la sous-traitance, un film documentaire sur la grève que Mayant Faty a mené avec d'autres femmes de ménage face au groupe Accor.
L'association est dissoute en 2022.

## Positionnement
Le groupe se nomme « Femmes en lutte 93 » au cours du printemps 2011, qui est aussi l'occasion pour l'association de décider de ses objectifs : l'association, qui œuvre à rendre visible les luttes des femmes de banlieue, se positionne ainsi « contre l’exploitation par le travail, le racisme, les violences policières, la justice à deux vitesses, le sexisme, la discrimination en rapport avec l’orientation sexuelle, [et aussi pour] l’accès à l’école, à la santé, au logement, la régularisation des sans-papiers sans critère de travail ou autre ».
Pour la géographe Claire Hancock, la question du travail, qu'il soit rémunéré ou familial, est central à la position de Femmes en lutte. Le travail effectué au sein de la sphère familial est d'ailleurs symptomatique d'un État désinvesti des banlieues sur le plan social (logement, école) et surinvesti sur le plan sécuritaire (harcèlement et violences policières). Comme souvent dans la politique française, la définition de l'association par sa géographie est une manière indirecte d'adresser le racisme : en effet, celui-ci a pour effet une ségrégation spatiale, marquée notamment par le périphérique qui sépare, d'un côté, le Paris riche et blanc, et, de l'autre, la Seine-Saint-Denis pauvre et racisée. L'association permet ainsi de passer d'une perspective purement parisienne, à une vision métropolitaine, avec des actions à la fois à Saint-Denis et dans la capitale.

## Actions
En juin 2015, en collaboration avec Act-Up Paris, OutTrans! et d'autres associations, FEL93 organise la Pride de nuit, une marche des fiertés aux revendications politiques radicales. Le 31 octobre de la même année, l'association co-organise, avec d'autres associations telles que Mwasi ou Mamans toutes égales et surtout des femmes dont un membre de la famille a été tué à la suite de violences policières, une marche de la dignité.
En 2018, l'association publie le témoignage d'une militante du comité Adama dans lequel elle évoque des violences sexistes qu'elle a subie et dont l'auteur est un membre du comité ; la presse relate l'histoire en 2022.